# Freddie Prinze Jr.
Freddie James Prinze Jr (født 8. marts 1976) er en amerikansk skuespiller, som nok er bedst kendt for sine roller i I Know What You Did Last Summer og dens efterfølger, såvel som She's All That og Scooby-Doo.

## Tidlige liv
Prinze Jr blev født i Los Angeles, Californien, som søn af Kathy Elaine Cochran, en ejendomsmægler, og Freddie Prinze, en komiker og skuespiller, som begik selvmord, efter at Kathy havde efterladt ham og ansøgt om tilhold mod ham (Prinze Jr var 10 måneder gammel). Prinze Jrs far var af puertogisisk, tysk og ungarsk jødedom. I et interview til Los Angeles Times i 1999 har Prinze Jr udtalt, at hans mor er af engelsk, irsk og oprindelige amerikanere (han tilføjede også at "hans bedsteforældre, som han voksede op hos i sine første år, var "stright-up" engelske og irske"). Han fortalte dog senere i et interview fra 2007, at hans mor kom fra en italiensk-amerikansk familie.
Prinze Jr blev opdraget i den romerskkatolske og han er stolt af sin puertogisiske afstamning. Han voksede op i Albuquerque, New Mexico og tilbragte sommeren i Puerto Rico, hvor han lærte de spanske og puertogisiske kulturer fra sin farmor. Han taler flydende spansk og italiensk. Prinze Jr viste interesse for for skuespil i en tidlig alder og gik på La Cueva High School i Albuquerque. Efter hans dimission i 1994 flyttede han tilbage til Los Angeles, hvor han begyndte at gå til forskellige former for tv-roller auditions.

## Karriere
Prinze Jr blev castet som gæstestjerne i ABCs tv-serie Familiy Matters i 1995. Han medvirkede derefter i få specialprogrammer og tv-film, før han fik sin filmdebut i To Gillian on Her 37th Birthday i 1996. I de følgende år eksperimenterede Prinze Jr meget med at medvirke i teenage-orienterede film, såsom I Know What You Did Last Summer (1997) og dens efterfølger I Still Know What You Did Last Summer (1998), hvilket gjorde ham velkendt hos de unge. Hans første hovedrolle som Zach Siler i den romantiske komedie She's All That var meget succesfuld og indtjente over $63 mio. i USA.
Han havde efter dette hovedroller i Wing Commander (1999), Down to You (2000), Boys and Girls (2000), Head Over Heels (2001) og Summer Catch (2001), desværre ikke særlig velmodtaget af kritikerne. I 2000 blev han udnævnt som en af People magasins "50 Most Beautiful People in the World".
I 2002 spillede han Fred Jones i en filmatisering af den populære tegneserie Scooby-Doo, og vendte tilbage til rollen i dens efterfølger fra 2004 Scooby-Doo 2: Monsters Unleashed. Han medvirkede i begge Scooby-Doo film overfor hans kone, Sarah Michelle Gellar. Han var gæstestjerne i NBCs populære tv-serie Venner, som en følsom mandlig barnepige kaldet Sandy. Han optrådte også som Donny Crane, en figur som angiveligt skulle være søn af Denny Crane, i ABCs dramaserie Boston Legal. Prinze Jr. har også medvirket i sin egen tv-serie sitcom, kaldet Freddie. Sitcommet skulle genfortæller nogle af faktisk oplevelser i hans liv. Showet varede kun en sæson (efteråret 2005 – foråret 2006) før det blev aflyst i maj 2006. Han var gæstestjerne i the George Lopez Show i forbindelse med et Freddie-afsnit.

## Privat
I midten af 90'erne datede Prinze Jr skuespilleren Kimberly McCullough i mere end 3 år. Han giftede sig med skuespilleren Sarah Michelle Gellar den 1. september 2002, i Puerto Vallarta, Jalisco, i det sydvestlige Mexico. Parret mødtes adskillige år før, imens de filmede I Know What You Did Last Summer, men begyndte først at date i 2000 og blev forlovet i april 2001. I 2007, i deres 5. som ægtefolk, ændrede Sarah sit navn til Sarah Michelle Prinze.
Prinze Jr, er optrænet i adskillige former for kampsport, og kan godt lide at steppe og samle tegneseriealbum. Han er også en aktiv fodboldfan og støtter Arsenal F.C., og er fan af East Asian cinema. Prinze fik i 2004 et katana-sværd (samuraisværd) fra Gellar, som hun købte til ham i Japan, imens hun indspillede The Grudge. Prinze Jr er også fan af WWE wrestling og blev vist på tv i forbindelse med WrestleMania 24 og en ceremoni for WWE Hall of Fame. I WWEs online wrestling show, "Dirt Sheet", lavede Prinze en cameo, da han kastede pudder på en wrestler. Freddie har lavet en official profile Arkiveret 10. august 2009 hos  Wayback Machine på WWE Fan Nation Arkiveret 16. april 2009 hos  Wayback Machine. Han blogger regelmæssigt på siden og fortæller om sit blik på hvad der sker indenfor WWE verdenen.
Han var gæstevært i en aften i Monday Night Raw, og kæmpede derfter side om side med Triple H og John Cena. De tre kæmpede mod Randy Orton og The Legacy. I de afgørende minutter var Orton lige ved at pinfalle John Cena, men Freddie kom ind på lavede et break. Orton flippede ud og lige inden han skulle til at gå på Freddie, kom Triple H ind og hjalp. Kampen blev vundet af Triple H, John Cena og Freddie.

## Filmografi
| År   | Titel                                 | Rolle                         | Bemærkninger                                       |
| ---- | ------------------------------------- | ----------------------------- | -------------------------------------------------- |
| 1995 | Family Matters                        | Hård fyr                      | Tv-serie, 1 episode: "The Gun"                     |
| 1996 | ABC Afterschool Specials              | Jeff                          | Tv-serie, 1 episode: "Too Soon for Jeff"           |
| 1996 | To Gillian on Her 37th Birthday       | Joey Bost                     | Film debut                                         |
| 1997 | The House of Yes                      | Anthony Pascal                |                                                    |
| 1997 | I Know What You Did Last Summer       | Ray Bronson                   |                                                    |
| 1997 | Detention: The Siege at Johnson High  | Aaron Sullivan                | Tv-film                                            |
| 1997 | Sparkler                              | Brad                          |                                                    |
| 1998 | I Still Know What You Did Last Summer | Ray Bronson                   |                                                    |
| 1998 | Vig                                   | Tony                          | Tv-film                                            |
| 1999 | She's All That                        | Zach Siler                    |                                                    |
| 1999 | Wing Commander                        | 1. Løjtnant Christopher Blair |                                                    |
| 2000 | Down to You                           | Alfred 'Al' Connelly          |                                                    |
| 2000 | Boys and Girls                        | Ryan Walker                   |                                                    |
| 2001 | Head Over Heels                       | Jim Winston                   |                                                    |
| 2001 | Summer Catch                          | Ryan Dunne                    |                                                    |
| 2002 | Venner                                | Sandy                         | Tv-serie, 1 episode: "The One with the Male Nanny" |
| 2002 | Scooby-Doo                            | Fred Jones                    |                                                    |
| 2003 | Kim Possible                          | Fremtidige Jim & Tim          | 1 episode: "A Sitch in Time"                       |
| 2004 | Scooby-Doo 2: Monsters Unleashed      | Fred Jones                    |                                                    |
| 2005 | Freddie                               | Freddie Moreno                | Tv-serie, 22 episoder                              |
| 2006 | Shooting Gallery                      | Jericho                       |                                                    |
| 2006 | Shark Bait                            | Pi                            | Kun som stemme                                     |
| 2007 | Brooklyn Rules                        | Michael                       |                                                    |
| 2007 | Happily N'Ever After                  | Rick                          | Kun som stemme                                     |
| 2008 | Delgo                                 | Delgo                         | Kun som stemme                                     |
| 2008 | Jack and Jill vs. the World           | Jack                          |                                                    |

## Priser og nomineringer
ALMA Awards
- 1999: Nomineret til "ALMA Award Outstanding Actor in a Feature Film in a Crossover Role" (I Still Know What You Did Last Summer)
- 2000: Nomineret til "ALMA Award Outstanding Actor in a Feature Film" (She's All That)

Blockbuster Entertainment Awards
- 1998: Nomineret til "Blockbuster Entertainment Award Favorite Actor – Horror" (I Know What You Did Last Summer)
- 1999: Vandt "Blockbuster Entertainment Award Favorite Supporting Actor – Horror" (I Still Know What You Did Last Summer)
- 2000: Nomineret til "Blockbuster Entertainment Award Favorite Actor – Comedy/Romance" (She's All That)

Golden Globes
- 1996: Vandt "Mr. Golden Globe"

Kids' Choice Awards
- 2000: Vandt "Blimp Award Favorite Movie Couple" (She's All That. Delte den med Rachael Leigh Cook)

```
 
MTV Movie Awards
```

- 1999: Nomineret til "MTV Movie Award Best On-Screen Duo" (She's All That. Rachael Leigh Cook)

```
 
Razzie Awards
```

- 2003: Nomineret til "Razzie Award Worst Supporting Actor" (Scooby-Doo)

```
 
Teen Choice Awards
```

- 2002: Nomineret til "Teen Choice Award Film – Choice Actor, Comedy" (Scooby-Doo)
- 2002: Nomineret til "Teen Choice Award Film – Choice Chemistry" (Scooby-Doo. Delte den med Sarah Michelle Gellar)
- 2000: Vandt "Teen Choice Award Film – Choice Actor" (Down to You)
- 2000: Nomineret til "Teen Choice Award Film – Choice Chemistry" (Down to You. Delte den med Julia Stiles)
- 1999: Vandt "Teen Choice Award Film – Choice Actor" (She's All That)
- 1999: Vandt Teen Choice Award Film – Sexiest Love Scene" (She's All That. Delte den med Rachael Leigh Cook)